# Ekonomiåret 2014

## Händelser
- 1 januari – Lettland inför euron som valuta och blir därmed en del av euroområdet.[1]